# Immacallam in dá Thuarad
Immacallam in dá Thuarad ['imagaLav in daː'θuarað] („Die Unterredung der beiden Weisen“) ist der Titel einer Erzählung aus dem Ulster-Zyklus der Irischen Mythologie. Um ungefähr 800 entstanden, ist sie in 11 Manuskripten zum Teil fragmentarisch aus der Zeit vom 12. bis zum 16. Jahrhundert überliefert (Leabhar Buidhe Leacáin).

## Inhalt
Die beiden Dichter (filid) Nédé und Ferchertne, der Hofdichter von König Cú Roí, beanspruchen beide den Titel des obersten Dichters Irlands (ollam) nach dem Tod des bisherigen Inhabers. Am Königshof wetteifern sie in der dunklen, schwer verständlichen Sprache der altirischen Dichtkunst. Es gab nämlich fünf Stufen der Dichtersprache (íambérla), die sich durch steigenden Dunkelheitsgrad und vorgeschriebene Metrik unterschieden (siehe auch Auraicept na nÉces, „Leitfaden für den gelehrten Dichter“). Sie geben und beantworten Fragen, vor allem über ihre Person und Herkunft, in Form von Rätseln. Zum Schluss schildert Nédé die Zukunft als „Goldenes Zeitalter“ mit allgemeinem Glück und Wohlstand. Dem stellt Ferchertne die Vision einer „Schreckenszeit“ gegenüber, in der er die Raubzüge der Wikinger und das Auftreten des Antichrist prophezeit und die erst durch das Jüngste Gericht ein Ende finden werde. Daraufhin kniet Nédé vor ihm nieder und preist ihn als neuen ollam Irlands.